# هادي تباسيده
هادي علي تباسيده، لاعب كرة قدم قطري، من مواليد 14 ديسمبر 2001 يلعب حاليا مع نادي السيلية.

## مسيرة اللاعب
لعب في نادي السيلية ونادي الريان.